# Joab Lawler
Joab Lawler (* 12. Juni 1796 in Union County, North Carolina; † 8. Mai 1838 in Washington, D.C.) war ein US-amerikanischer Prediger und Politiker.

## Werdegang
Joab Lawler zog mit seinem Vater nach Tennessee und 1815 von dort ins Mississippi-Territorium. Er besuchte öffentliche Schulen, studierte Theologie und bekam eine Lizenz als Prediger. Danach zog er 1820 nach Mardisville (Alabama) und ging seiner Tätigkeit als Prediger nach.
Lawler verfolgte ebenfalls eine politische Laufbahn. Er war zwischen 1826 und 1831 Mitglied im Repräsentantenhaus von Alabama. Danach war er in den Jahren 1831 und 1832 im Senat von Alabama tätig. Er erhielt zwischen 1832 und 1835 öffentliche Gelder für das Coosa-Gebiet. Während dieser Zeit war er zwischen 1833 und 1836 als Schatzmeister (treasurer) der University of Alabama bei Tuscaloosa tätig. Er wurde als Jacksonian in den 24. US-Kongress gewählt. Danach wurde er als Whig in den 25. US-Kongress wiedergewählt. Lawler war im US-Repräsentantenhaus vom 4. März 1835 bis zu seinem Tod 1838 in Washington, D.C. tätig. Er wurde auf dem Congressional Cemetery beigesetzt.